# Большетенькашево
Большетенька́шево (рос. Большетенькашево, башк. Оло Теңкәш) — присілок у складі Нурімановського району Башкортостану, Росія. Входить до складу Байгільдінської сільської ради.
Населення — 320 осіб (2010; 326 у 2002).
Національний склад:
- татари — 85 %